# Coray
Coray (bretonisch Kore) ist eine französische Gemeinde im Südwesten der Bretagne im Département Finistère mit 1869 Einwohnern (Stand 1. Januar 2022). Sie gehört zum Arrondissement Châteaulin und zum Kanton Briec.

## Lage
Die Gemeinde liegt rund 35 Kilometer östlich der Atlantikküste. Quimper liegt 20 Kilometer südwestlich, die Groß- und Hafenstadt Brest 60 Kilometer nordwestlich und Paris etwa 470 Kilometer östlich (Angaben in Luftlinie).

## Geschichte

### Nomaden-Lager Coray
In Coray befand sich zu Beginn des Zweiten Weltkriegs eines der 30 Internierungslager für die im Französischen als Nomaden bezeichneten Menschen. Das Lager wurde im Herbst 1940 auf 2000 m² Fläche in der Nähe der Dorfkirche auf einem bistumseigenen Grundstück errichtet und war für 80 Personen ausgelegt. Bei der Eröffnung am 1. November 1940 wurden 62 Menschen interniert, bei seiner Schließung 13 Monate später beherbergte das Lager 213 Personen. Sie wurden im Dezember 1941 in das Lager Montreuil-Bellay überstellt.

## Verkehr
Bei Briec, Quimper und Rosporden gibt es Abfahrten an der Schnellstraße E 60 Brest-Nantes.
In Quimper und Rosporden halten Regionalbahnen an der Bahnlinie Brest-Nantes.

## Bevölkerungsentwicklung
| Jahr                       | 1962 | 1968 | 1975 | 1982 | 1990 | 1999 | 2007 | 2020 |
| Einwohner                  | 1841 | 1787 | 1768 | 1737 | 1623 | 1625 | 1778 | 1887 |
| Quellen: Cassini und INSEE |      |      |      |      |      |      |      |      |

## Sehenswürdigkeiten

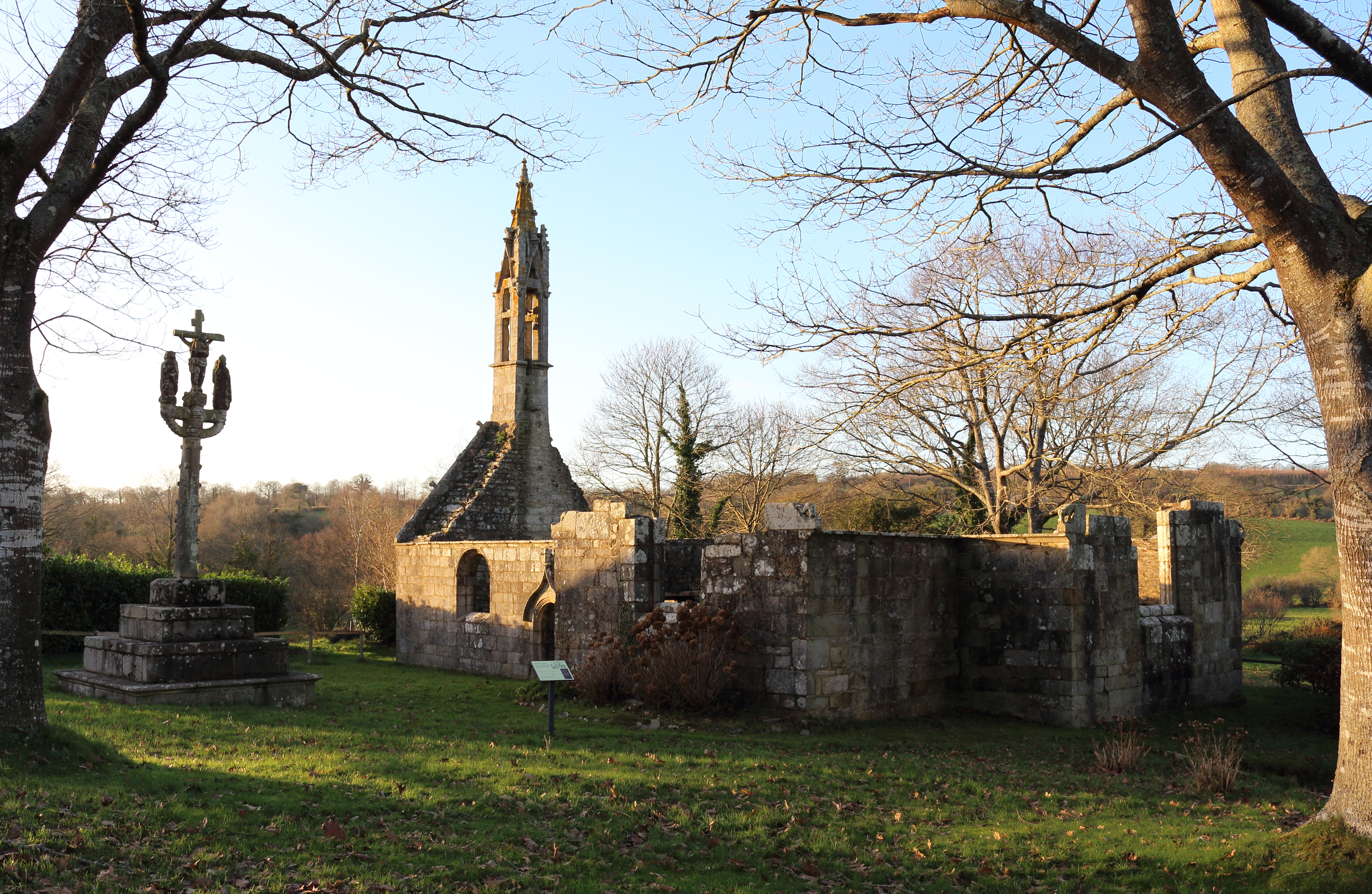
Kapelle Lochrist

- Kirche Saint-Pierre-et-Saint-Paul
- Kapelle Lochrist